# Frederick Adam

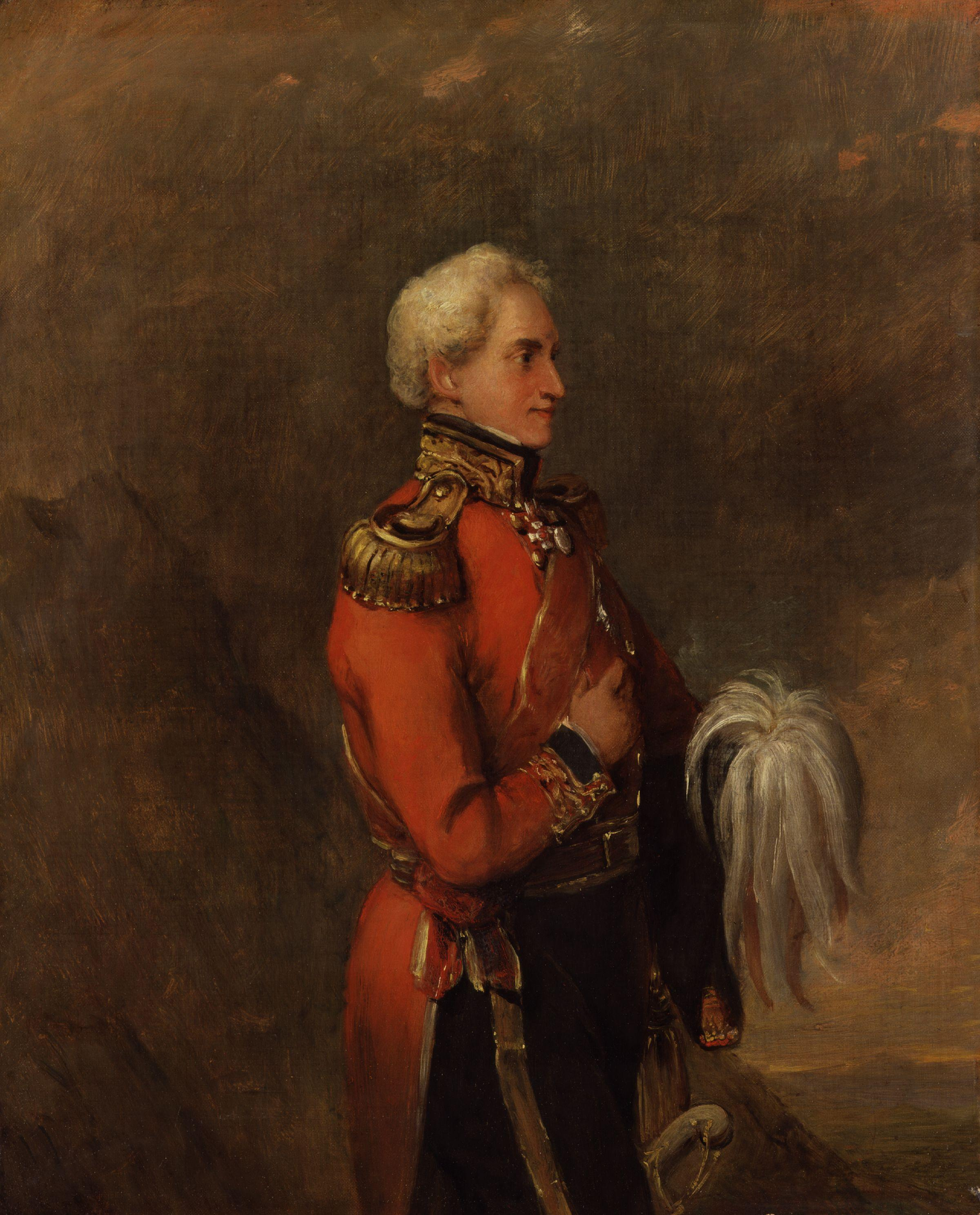
Sir Frederick Adam, Gemälde von William Salter

Sir Frederick Adam, GCB, GCMG (* 17. Juni 1781; † 17. August 1853 in Greenwich) war ein britischer Offizier in den Koalitionskriegen sowie Kolonialgouverneur.

## Leben
Frederick Adam war ein jüngerer Sohn des William Adam (1751–1839), Gutsherr von Blair Adam House in Fife, aus dessen Ehe mit Eleanora Elphinstone († 1800), Tochter des Charles Elphinstone, 10. Lord Elphinstone. Er wurde auf der Artillerieschule in Woolwich ausgebildet. Im Alter von 14 Jahren trat er 1795 in die British Army ein und erwarb ein Offizierspatent als Ensign eines Linieninfanterieregiments. 1796 stieg er zum Lieutenant auf. Unter Abercromby machte er die Feldzüge in den Niederlanden und Ägypten mit, wurde 1803 Major und 1804 Lieutenant-Colonel. Von 1806 bis 1811 war er auf Sizilien stationiert, 1812 und 1813 in Spanien, wo er bei Alicante und Ordal schwer verwundet wurde.
Im Jahr 1815, also mit 31 Jahren, wurde er Major-General, und in der Schlacht bei Waterloo kommandierte er die 3rd (Light) Brigade, deren 1st Battalion des 52nd Regiment of Foot unter Colonel John Colborne den letzten entscheidenden Angriff der Kaisergarde Napoleons zurückschlug. In Anerkennung seiner Leistungen wurde er 1815 als Knight Commander des Order of the Bath geadelt und 1821 zum Knight Grand Cross des Order of St Michael and St George geschlagen. Von 1824 bis 1832 war er Lord-Hochkommissar auf den Ionischen Inseln, wo er sich besonders durch öffentliche Bauten auf Korfu verdient machte. Von 1829 bis 1835 hatte er auch das Amt des Colonel des 73rd Regiment of Foot inne. Von 1832 bis 1837 war er Gouverneur der Provinz Madras in Indien. 1840 wurde er zum Knight Grand Cross des Order of the Bath erhoben und wurde 1846 zum General befördert.
Sein älterer Bruder war der Admiral der Royal Navy Sir Charles Adam (1780–1853), der kurz nach ihm ebenfalls in Greenwich starb.